# Franz Wolf (SS-Mitglied)

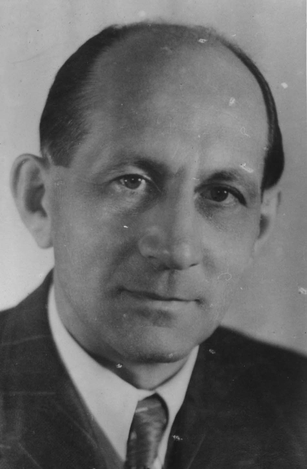
Franz Wolf

Franz Wolf (* 9. April 1907 in Krummau, Österreich-Ungarn; † 9. Oktober 1999 in Palling) war ein deutscher SS-Scharführer, der im Sobibor-Prozess zu acht Jahren Zuchthaus verurteilt wurde. Sein Bruder Josef Wolf, mit dem er in einem gemeinsamen SS-Kommando im Vernichtungslager Sobibór Dienst ausübte, wurde im Aufstand von Sobibór von flüchtenden Lagerinsassen getötet.

## Leben
Wolf arbeitete nach einer Ausbildung zum Förster im Fotogeschäft seines Vaters bis 1939. Ende der 1920er Jahre und nochmals kurzzeitig im Herbst 1938 gehörte er der tschechoslowakischen Armee an. Wolf wurde 1936 Mitglied der SdP. Nach der Eingliederung des Sudetenlandes in das Deutsche Reich infolge des Münchener Abkommens wurde er zur Wehrmacht eingezogen. Er nahm nach Beginn des Zweiten Weltkriegs als Angehöriger der Wehrmacht am Überfall auf Polen und am Westfeldzug teil.

## NS-Tötungsanstalten
Im Januar 1940 wurde Wolf von der Kanzlei des Führers im Rahmen der „Aktion T4“ nach Berlin beordert. Von dort wurde er im Herbst 1940 in die NS-Tötungsanstalt Hadamar versetzt. Als Fotograf machte er Aufnahmen von den Geisteskranken, bevor diese Opfer der Euthanasie wurden. Im Herbst 1941 wurde er nach Berlin zurückbeordert, wo er seine Arbeit als Fotograf für „Aktion T4“ fortsetzte. Ab Sommer 1942 bis ins Frühjahr 1943 war er als Fotograf in der Universitätsklinik Heidelberg eingesetzt.

## Vernichtungslager
Im März 1943 wurde Wolf nach Lublin befohlen, wo er im Rahmen der „Aktion Reinhardt“ im März 1943 seinen Dienst im Vernichtungslager Sobibór in der Sortierbaracke und auch beim Waldkommando aufnahm. Wolf hatte mit seinem Bruder, dem SS-Unterscharführer Josef Wolf, die Aufgabe, die Bekleidung der Juden, die sie vor dem Weg zur Gaskammer (genannt Schlauch) oder zur Baracke zum Haareschneiden abzulegen hatten, einsammeln und durch einen Zugang in die nahegelegene Gepäck- und Sortierbaracke bringen zu lassen. Dort wurde die Bekleidung von den Arbeitskommandos sortiert und nach Geld und Wertsachen unter der Aufsicht der SS sortiert. Von Franz Wolf ist bekannt, dass er die Frauen auf dem Weg in die Gaskammern in Sobibór verhöhnte:

„Dalli, Dalli, meine Damen, Arbeit macht das Leben süß!“

Teilweise war Wolf beim Waldkommando, das Holz in dem nahen Wald schlagen musste. Geklärt ist nicht, ob er bei Erschießungen von Häftlingen zugegen war oder ob er selbst geschossen hat. Er war wegen seiner Peitsche gefürchtet, zeigte Unterwürfigkeit nach oben und ein zynisch-sarkastisches Verhalten nach unten.

## Nach 1943
Nach Beendigung der „Aktion Reinhardt“ wurde Wolf im November 1943, wie auch der Großteil des Personals der „Aktion Reinhardt“, zur Operationszone Adriatisches Küstenland nach Triest versetzt. Hier war er Angehöriger der „Sonderabteilung Einsatz R“, die der „Judenvernichtung“, der Konfiszierung jüdischen Vermögens und der Partisanenbekämpfung diente. Nach der Niederlage des Deutschen Reiches flüchtete er nach Österreich, wo er durch die US Army gefangen genommen wurde und in ein Internierungslager bei Weiden kam. Nach seiner Entlassung arbeitet er als Fotograf für die US Army bis Mai 1946.
Später lebte Wolf in Eppelheim und wurde im Zuge der Ermittlungen Anfang der 1960er Jahre in Haft genommen. 1966 wurde er im Sobibor-Prozesses angeklagt und wegen seiner Beteiligung an der Ermordung einer unbekannten Zahl von Menschen – mindestens 39.000 – zu einer achtjährigen Zuchthausstrafe verurteilt.